# Genesis (album Rotting Christ)
Genesis – siódmy album studyjny greckiego zespołu black metalowego Rotting Christ. Wydawnictwo ukazało się 29 października 2002 roku nakładem wytwórni muzycznej Century Media Records. Nagrania zostały zarejestrowane w maju 2002 roku w Stage One Studios w Niemczech. Na albumie grupa powróciła do stylu ze swoich wcześniejszych, agresywniejszych i prymitywniejszych nagrań jako zespołu death metalowego, choć obecne są także elementy gothic metalu i doom metalu.

## Lista utworów
Opracowano na podstawie materiału źródłowego. 
| Nr  | Tytuł utworu                   | Autorzy                     | Długość |
| --- | ------------------------------ | --------------------------- | ------- |
| 1.  | „Daemons”                      | Sakis Tolis, Giorgos Tolias | 3:27    |
| 2.  | „Lex Talionis”                 | Sakis Tolis, Giorgos Tolias | 5:03    |
| 3.  | „Quintessence”                 | Sakis Tolis, Giorgos Tolias | 4:45    |
| 4.  | „Nightmare”                    | Sakis Tolis, Giorgos Tolias | 7:08    |
| 5.  | „In Domine Sathana”            | Sakis Tolis, Giorgos Tolias | 5:16    |
| 6.  | „Release Me”                   | Sakis Tolis, Giorgos Tolias | 3:51    |
| 7.  | „The Call of the Aethyrs”      | Sakis Tolis, Giorgos Tolias | 4:32    |
| 8.  | „Dying”                        | Sakis Tolis, Giorgos Tolias | 4:48    |
| 9.  | „Ad Noctis”                    | Sakis Tolis, Giorgos Tolias | 6:11    |
| 10. | „Under the Name of the Legion” | Sakis Tolis, Giorgos Tolias | 6:29    |
|     |                                |                             | 51:30   |

## Twórcy
Opracowano na podstawie materiału źródłowego.
| Zespół Rotting Christ w składzie - Sakis Tolis – gitara, programowanie, wokal prowadzący, produkcja muzyczna - Themis Tolis – perkusja - Andreas Lagios – gitara basowa - Costas Vassilakopoulos – gitara - Giorgos Tolias – instrumenty klawiszowe |  | Inni - Andy Classen – produkcja muzyczna - Set'h – zdjęcia - Mike Bohatch – oprawa graficzna - Tom Müller – mastering |